# ホルチン右翼前旗

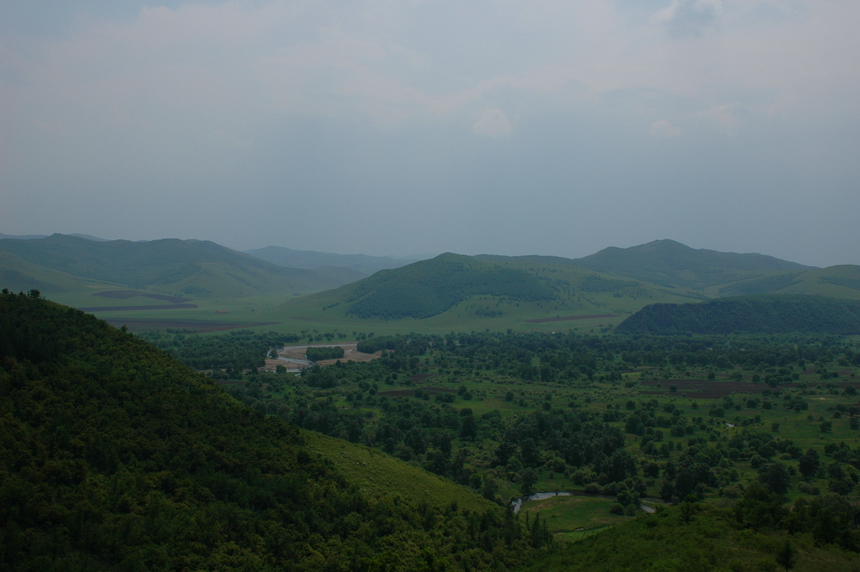
アルシャン市との境界線付近の草原風景

ホルチン右翼前旗（ホルチンうよくぜんき、モンゴル語: Хорчин баруун гарын өмнөд хошуу、ᠬᠣᠷᠴᠢᠨ
ᠪᠠᠷᠠᠭᠤᠨ
ᠭᠠᠷᠤᠨ
ᠡᠮᠦᠨᠡᠳᠦ
ᠬᠣᠰᠢᠭᠤ、ラテン文字転写：Qorčin baraɣun ɣarun emünedü qosiɣu、中国語：科爾沁右翼前旗）は、中華人民共和国内モンゴル自治区ヒンガン盟に位置する旗。地方政府はホルチン・バルガス（科爾沁鎮）にある。
牧畜が発展し、モンゴル人を主とした遊牧が盛ん。しかし漢人移民が増えてきて、近年は精緻な科学技術農業を発展させる。特産物は絹織物、木耳、キノコ、ワラビ。

## 行政区画
9バルガス（鎮）、3ソム（蘇木）、1郷、1民族郷を管轄
- バルガス（鎮）
  - ホルチン・バルガス（科爾沁鎮）
  - ソローン・バルガス（索倫鎮）
  - タブサン・バルガス（徳伯斯鎮）
  - 大石寨鎮
  - グイルル・バルガス（帰流河鎮）
  - ジュルフン・バルガス（居力很鎮）
  - チャルソーン・バルガス（察爾森鎮）
  - ウルフト・バルガス（額爾格図鎮）
  - ネトゲル・バルガス（俄体鎮）
- ソム（蘇木）
  - オラーンモド・ソム（烏蘭毛都蘇木）
  - アルダル・ソム（阿力得爾蘇木）
  - トホム・ソム（桃合木蘇木）
- 郷（シャン）：ボルガースタイ・シャン（巴日嘎斯台郷）
- 民族郷：マンジュ・トクソイ・マンジュ・ニル（満族屯満族郷）

## 交通

### 鉄道
- 白阿線（中国語版）
- 錫烏線

### 道路
- 高速道路
  -  集阿高速道路（中国語版）
  -  ウランホト環状高速道路
- 国道
  -  G111国道（中国語版）
  -  G207国道（中国語版）
  -  G302国道